# Miss France (singolo)
Miss France è un singolo del cantante francese di musica dance Helmut Fritz, pubblicato il 7 agosto 2009 dall'etichetta discografica Columbia.
Scritto da Laurent Konrad e dallo stesso Helmut Fritz, è stato pubblicato dopo il singolo di debutto del cantante, Ça m'énerve, che aveva raggiunto il vertice della classifica di vendite francese. È stato estratto dall'album di debutto di Helmut Fritz, En Observation, e ha raggiunto la settima posizione della classifica francese entrando anche in quelle di Belgio e Svizzera.

## Tracce
CD-Single (Columbia 88697569572 (Sony) / EAN 0886975695720)
1. Miss France (Radio Cut Edit) - 3:06
2. Miss France (Original Club Mix) - 5:08
3. Miss France (Esthetician Dub Mix) - 5:16

- Extra: Miss France (Video)

## Classifiche
| Classifica (2009) | Posizione raggiunta |
| ----------------- | ------------------- |
| Francia           | 7                   |
| Belgio (Vallonia) | 15                  |
| Svizzera          | 55                  |